# Цегельский, Хенрик
Хенрик Сильвестр Цегельский (пол. Henryk Sylwester Cegielski; 31 декабря 1945, Лешно, Польша — 4 февраля 2015) — польский баскетболист, бронзовый призёр чемпионата Европы в Хельсинки (1967). Кавалер бронзовой медали «За выдающиеся спортивные достижения» (1967).

## Спортивная карьера
Выступал за сборную Польши на протяжении шести лет (1966—1972), сыграв в 195 матчах и набрав 632 очка, а также за юношескую сборную Польши до 18 лет на чемпионате Европы в Неаполе. Двукратный финалист Кубка Польши (1970 и 1975) в составе познанского «Леха». На международной арене:
- бронзовый призёр чемпионата Европы в Хельсинки (1967),
- участник чемпионата мира в Уругвае (1967),
- участник Олимпийских игр в Мехико (1968),
- трёхкратный участник чемпионатов Европы (1967, 1969, 1971).

Позже переехал в Люксембург, где продолжил свою карьеру, играя за один из местных клубов до сорока лет. По завершении баскетбольной карьеры в течение многих лет работал на таможне.